# Cecília de Iorque
Cecília de Iorque (em inglês: Cecily; Londres, 20 de março de 1469 — Ilha de Wight ou Hertfordshire, 24 de agosto de 1507) foi uma princesa inglesa, e, a terceira, mas a segunda sobrevivente das filhas do Rei Eduardo IV de Inglaterra e sua rainha consorte, Isabel Woodville, filha de Sir Ricardo Woodville e de Jacqueline de Luxemburgo. Foi também sobrinha de Ricardo III, cunhada de Henrique VII e tia de Henrique VIII de Inglaterra e tia-avó de Eduardo VI, Maria I e Isabel I de Inglaterra. 

## Primeiros anos
Cecília de Iorque nasceu em 20 de março de 1469 como a terceira filha do rei Eduardo IV da Inglaterra e de Isabel Woodville. Como a terceira filha consecutiva nascida de um rei reinante sem filhos, seu nascimento foi uma decepção e o rei e seus senhores "se alegraram muito, embora tivessem preferido um filho" . No ano seguinte, sua mãe deu à luz um filho, o futuro Rei Eduardo V. Vários outros irmãos se seguiram ao longo dos anos, incluindo mais dois irmãos, embora nem todos sobrevivessem até a idade adulta. Cecília foi entregue por uma parteira chamada Marjorie ou Margaret Cobb, que recebeu uma pensão e mais tarde também deu à luz seu irmão mais novo Eduardo.
Como filha de um rei, Cecília foi educada para ser piedosa e moralmente irrepreensível. Ela e suas irmãs foram ensinadas a ser futuras rainhas e a administrar suas próprias famílias. Eles foram ensinados a ler e escrever, embora a caligrafia e a grafia de Cecília fosse considerada atrozes. Ela também teria aprendido a dançar, a cavalgar, a tocar alguns instrumentos musicais e a bordar.

## Planos de casamento
Em outubro de 1474, então com apenas cinco anos, Cecília foi prometida ao futuro Jaime IV, rei dos escoceses, ele mesmo com apenas dois anos na época. Isso foi feito “no interesse da paz” . Uma cerimônia formal de noivado foi realizada em Edimburgo e um procurador representou Cecília. A partir de então, ela foi denominada “a princesa dos escoceses” . No ano seguinte, sua irmã mais velha, Isabel, foi prometida ao futuro rei Carlos VIII da França e foi decidido que ela iria para a França aos 12 anos. Ela ficou conhecida como “Madame la Dauphine” na corte.

## Vida na corte
Cecília e suas irmãs Maria e Isabel estiveram presentes no casamento de seu irmão Ricardo de quatro anos com a herdeira de cinco anos Anne Mowbray em 15 de janeiro de 1478. Elas se sentaram sob um dossel de tecido de ouro durante a dispensação permitir o casamento foi lido. Dois anos depois, Cecília e Maria foram feitas Damas da Jarreteira, seguindo sua irmã mais velha, Isabel, que havia sido feita uma Dama da Jarreteira em 1477.
Mais casamentos estavam em andamento; em 1481, o príncipe Eduardo foi prometido a Ana da Bretanha, herdeira do ducado da Bretanha, e Maria foi prometida ao futuro rei Frederico I da Dinamarca. Os escoceses também começaram a pressionar o pai de Cecília para que ela fosse enviada para a Escócia, mas o tratado de casamento ficou ameaçado quando o rei Jaime III liderou um ataque pela fronteira. O noivado foi rompido e ela ficou noiva de Alexandre Stuart, duque de Albany, o irmão mais novo exilado de Jaime III, rei dos escoceses. No entanto, isso mudou novamente quando o duque de Albany fez as pazes com seu irmão, e Cecília foi mais uma vez prometida ao filho de Jaime. Em outubro de 1481, o noivado foi cancelado de uma vez por todas. A aliança com a Dinamarca morreu quando a jovem princesa Maria morreu aos 14 anos em 23 de maio de 1482. No final de 1482, a aliança com a França também estava em frangalhos. O grande projeto do pai de Cecília para suas filhas deu em nada.

### Morte de Eduardo IV
O Natal seguinte foi o último que a família passaria junta. Em 9 de abril de 1483, o rei Eduardo IV morreu após uma curta doença. O irmão de 12 anos de Cecília foi proclamado rei Eduardo V dois dias depois. O período tumultuado seguinte viu o destino de Cecília e seus irmãos mudar para sempre. O tio de Cecília, o duque de Gloucester, tomou o poder e se tornou o rei Ricardo III, com o casamento de seus pais sendo declarado nulo e sem efeito e Cecília e seus irmãos declarados ilegítimos. Cecília fugiu para o santuário com sua mãe e irmãos - exceto por Eduardo, que já estava com seu tio. O jovem Eduardo foi alojado na Torre de Londres enquanto o conselho tentava persuadir a mãe de Cecília a deixar o santuário. Eventualmente, ela foi forçada a entregar seu segundo filho Ricardo ao duque de Gloucester também. Ele estava alojado na Torre com seu irmão, e eles nunca sairiam de lá - desaparecendo em algum momento naquele verão.

Um novo competidor agora subia ao palco, e seu nome era Henrique Tudor. Foi decidido que se ele invadisse e vencesse, ele se casaria com a irmã mais velha de Cecília, Isabel - unindo as casas de Lancastre e Iorque. Para Cecília, a perda de seu status e saber que seus irmãos provavelmente estavam mortos foi devastador. Em 1 de março de 1484, Cecília e suas irmãs finalmente deixaram o santuário depois que o rei Ricardo III lhes ofereceu proteção. Isso pode ter parecido uma decisão imprudente, dado o que provavelmente aconteceu com seus irmãos, mas realmente não havia escolha - ela não poderia permanecer no santuário para sempre e dessa forma ela ainda poderia fazer um casamento honrado. O cronista Eduardo Hall escreveu sobre a decisão de sua mãe de libertá-los: 
“Colocando no esquecimento o assassinato de seus filhos inocentes, a infâmia e desonra falada pelo rei, seu marido, a vida em adultério atribuída a ela, a bastardização de suas filhas, esquecendo-se também das orações fiéis e do juramento aberto feito à condessa de Richmond, mãe do conde Henrique, cega pela afeição avarenta e seduzida por palavras lisonjeiras, [ela] entregou nas mãos do rei Ricardo suas cinco filhas como cordeiros novamente confiados à custódia do lobo voraz."

## Casamento
As irmãs provavelmente foram colocadas na casa da Rainha Ana até que sua mãe finalmente deixou o santuário e elas puderam se juntar a ela. No início de 1485, Ricardo arranjou para Cecília se casar com Ralph Scrope de Upsall, muito longe do futuro rei com quem ela iria se casar. Ele era o segundo filho de Thomas, o 5º Barão Scrope de Masham. Após a ascensão de Henrique Tudor em agosto de 1485, que se tornou o rei Henrique VII, ele teve o casamento de Cecília dissolvido. Cecília estava presente e atuante no batismo de seu sobrinho, o príncipe Artur o primeiro filho de Henrique e Isabel e também na coroação seguinte da rainha Isabel. Em algum momento entre 25 de novembro e 31 de dezembro de 1487, Cecília se casou pela segunda vez com o meio-irmão da mãe do rei Henrique VII, Margarida Beaufort - John, Visconde Welles. Segundo consta, Cecília se dava bem com Margarida Beaufort.  John e Cecília tiveram pelo menos duas filhas juntas, mas as duas meninas morreriam jovens. Cecília não estava presente para os preparativos do funeral de sua mãe em 1492, possivelmente porque ela estava grávida, mas suas irmãs Anna, Catarina e Brígida  estavam presentes. Ana era a principal enlutada.
Cecília ficou viúva em 9 de fevereiro de 1499, quando John morreu de pleurisia em Londres. Em seu testamento, ele declarou que todos os seus bens deveriam ir para Cecília pelo resto da vida e que seu corpo deveria ser enterrado onde ela considerasse apropriado. Ele foi enterrado na velha Lady Chapel na Abadia de Westminster. Cecily aparentemente voltou para a casa de sua irmã Isabel, onde ela também serviu até seu segundo casamento. Em 1501, foi Cecília quem carregou o trem de Catarina de Aragão quando ela se casou com Artur, Príncipe de Gales. Durante as festividades, ela dançou duas vezes com o sobrinho.

### Terceiro casamento
Algum tempo depois de 13 de maio de 1502, Cecily se casou pela terceira vez. Seu marido escolhido foi Thomas Kyme (ou Kymbe ou Keme). Este terceiro casamento aparentemente aconteceu sem o consentimento do rei, pois Henrique a baniu da corte e confiscou as terras que ela havia herdado de seu segundo marido. Foi Margarida Beaufort quem se interessou pelas terras dos Welles, possivelmente para ajudar Cecília, pois as duas eram amigas. Margarida também ofereceu abrigo a Cecília e Thomas em Collyweston. Margarida abordou Henrique em nome de Cecília e conseguiu negociar um acordo com ele, após o que o interesse vital de Cecília nas terras de Welles foi parcialmente restabelecido em 1504. Ela ainda estava em desgraça quando sua irmã Isabel deu à luz seu último filho em 1503 e, posteriormente, morreu. Ela foi autorizada a assistir às cerimônias em torno do funeral, mas, embora fosse a irmã mais velha, não foi autorizada a atuar como principal enlutada.Cecília e Thomas mudaram-se para a Ilha de Wight e tiveram dois filhos mas nunca foram reconhecidos pela família real. Margarida Beaufort manteve um quarto reservado para eles em sua mansão em Croydon.

## Morte
Cecília morreu em 24 de agosto de 1507 e pode ter sido enterrada na Abadia de Quarr, na Ilha de Wight. Se ela estava, sua tumba foi perdida na reforma. Ela também pode ter sido enterrada no convento de King's Langley. Em qualquer caso, Margarida Beaufort pagou parte das despesas do funeral.